# Odaliska

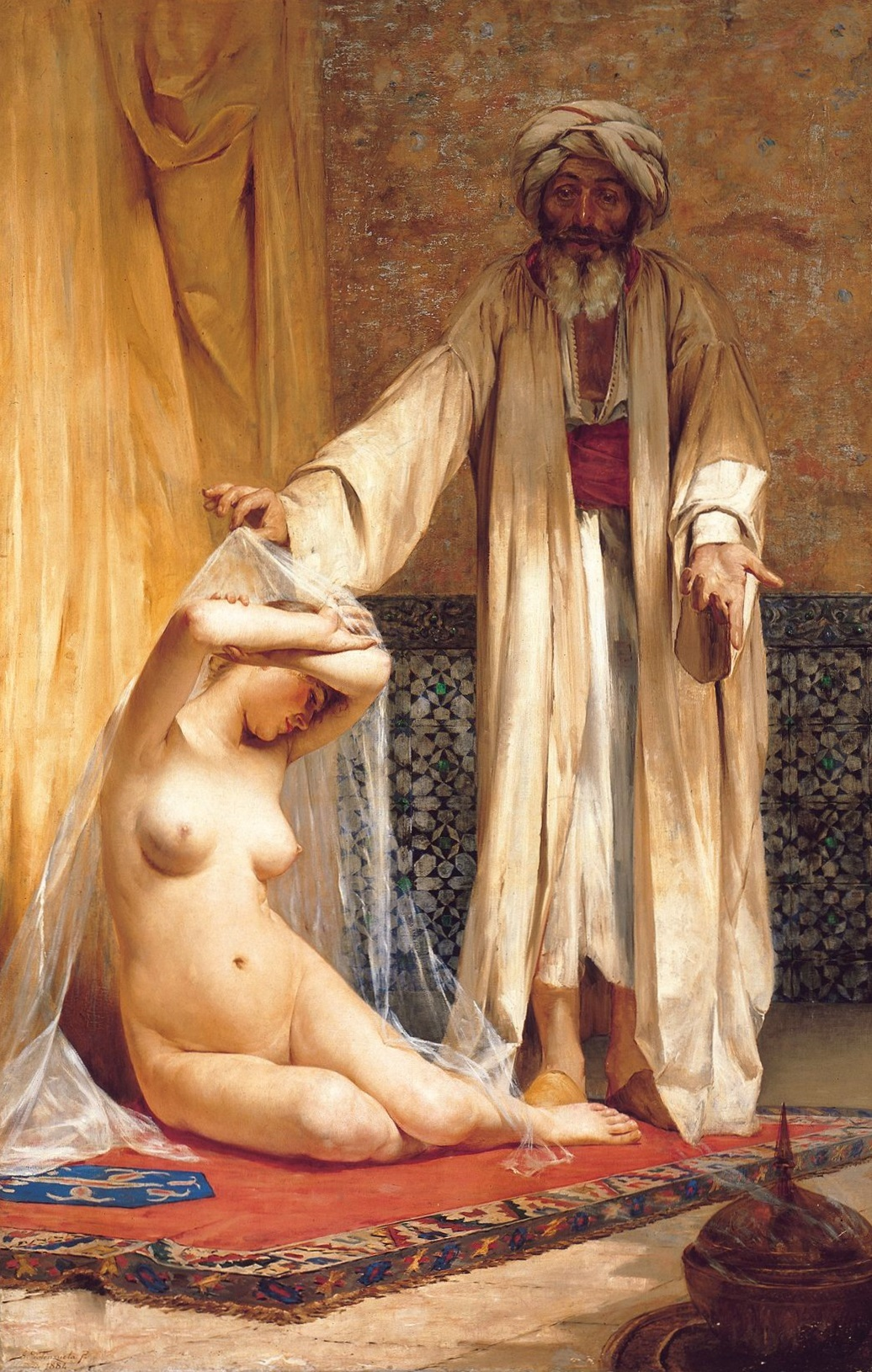
Odaliska

Odaliska (tur. odalık/odałyk „pokojówka”) – biała niewolnica albo konkubina w haremie sułtana tureckiego. Odaliski podzielone są na grupy: kalfa, halaik, kadina, ikbal, gözde, haseki sultan, walide sultan.